# Spirits Dancing in the Flesh
Albums de Santana
Latin Tropical
(1990) Milagro
(1992)
Spirits Dancing in the Flesh, sorti en juin 1990, est le 16e album studio du groupe rock latino Santana. C'est le dernier enregistré pour Columbia. Il a atteint la 85e place au Billboard Top 200.

## Titres
1. Let There Be Light/Spirits Dancing In The Flesh (Carlos Santana, Chester D. Thompson) - 7:30
2. Gypsy Woman (Curtis Mayfield) - 4:30
3. It's a Jungle out There (Santana) - 4:32
4. Soweto (Africa libre) (Santana, Thompson, Johnson) - 5:07
5. Choose (Santana, Thompson, Ligertwood) - 4:13
6. Peace on Earth...Mother Earth...Third Stone from the Sun (John Coltrane, Santana, Jimi Hendrix) - 4:23
7. Full Moon (Rustichelli) - 4:33
8. Who's that Lady (Isley, Isley, Isley, Isley, Isley, Jasper) - 4:13
9. Jin-go-lo-ba (Babatunde Olatunji) - 4:52
10. Goodness and Mercy (Santana, Thompson) - 4:32

## Personnel
- Selon le livret inclut avec l'album. 
- Carlos Santana : Guitare
- Alex Ligertwood : Guitare, chant
- Chester D Thompson : Claviers, orgue Hammond B3, chœurs
- Benny Rietveld : Basse
- Armando Peraza – Bongos, congas, percussions
- Walfredo de Los Reyes – Batterie, timbales, percussions

- Musiciens additionnels :
- Vernon Reid : Guitare
- Alphonso Johnson, Keith Jones : Basse
- Paolo Rustichelli : Piano, claviers
- Devon Bernardoni : Claviers
- Wayne Shorter : Saxophones soprano, ténor
- Bobby Womack : Chant
- Stephen King : Chant
- Tramaine Hawkins : Chant
- Oren Waters, Hugh "Sweetfoot" Maynard, Kevin Dorsey, Jim Gilstrap, Rashan Hylton, Phillip Ingram : Chœurs
- De Anna Brown, Lovetta Brown, Kevin Swan Butler, Charisse Dancy, Sandra Hunter, Marjo Keller, Lynice Pinkard, Darryl Williams : Chorale
- Edwin M. Harper, Jr : Directeur de la chorale
- Francisco Aguabella : Congas
- Raul Rekow : Congas, chœurs
- Orestes Vilató : Timbales, chœurs